# Jeanne-Marie Condesa Lluch
Pour les articles homonymes, voir Sainte Jeanne.
Jeanne-Marie Condesa Lluch (en espagnol : Juana María Condesa Lluch) (1862-1916), est une religieuse espagnole, fondatrice de la congrégation des servantes de Marie Immaculée dans sa ville natale de Valence en Espagne. Elle est commémorée le 16 janvier selon le Martyrologe romain.
Jeanne-Marie a consacré sa vie à la promotion des droits des travailleurs depuis son enfance lorsqu'elle a été témoin des conditions terribles des ouvriers. Ses initiatives en Espagne visaient les travailleurs et leurs familles comme un moyen d'alléger leurs fardeaux et de défendre leurs droits fondamentaux en tant qu'individus. Elle a fourni un soutien matériel et spirituel aux travailleurs de Valence.
Le pape Jean-Paul II a présidé sa béatification à la place Saint-Pierre le 23 mars 2003.

## Biographie

### Enfance
Jeanne Marie Condesa Lluch est née à Valence le 30 mars 1862. Elle est la quatrième enfant du docteur Lluís Condesa et de Joana Lluch. Ses parents sont tous deux membres du Tiers-Ordre carmélite. Jeanne reçoit le baptême le lendemain de sa naissance dans l'église Saint-Étienne. Elle reçoit sa confirmation dans cette même église, en 1864.
Son père, homme d'une grande piété, contracte le choléra en soignant des malades pauvres, lors de l'épidémie qui touche la ville en 1865. Cette infection cause son décès. Sa mère prend alors en charge l'éducation de ses enfants.
Jeanne Marie reçoit une bonne éducation scolaire et chrétienne durant son enfance en raison de ses aptitudes intellectuelles. Elle jouit également d'une bonne santé. Très vite, elle développe une dévotion à l'Eucharistie, à la Sainte Vierge, et à saint Joseph. Suivant l'exemple de son père, elle pratique la charité envers les nécessiteux. En 1875, elle prononce la consécration à Marie de Louis-Marie Grignion de Montfort, et elle s'investit dans l'archiconfrérie des  Filles de Marie et de Sainte Thérèse de Jésus où elle s'occupe du secrétariat. Comme ses parents, elle est membre du Tiers-Ordre carmélite.
À l'âge de 18 ans, elle découvre les conditions de travail des ouvriers dans les chaînes de fabrication où ils sont « relégués à l'état de machine ». Elle éprouve la nécessité d'aider ces ouvriers qui travaillent dans des conditions inhumaines. Dans cette optique, elle se sent appelée à la vie religieuse, et fait vœu de virginité,. Elle avait observé la pauvreté de ces ouvriers, lors d'un passage à Valence où sa famille avait une maison de vacances. À cette époque, son directeur spirituel est Vincent Castañer.

### La fondatrice
Dans un premier temps, le cardinal Antolín Monescillo y Viso (archevêque de Valence) refuse sa demande de création d'une congrégation religieuse en indiquant qu'elle est trop jeune pour fonder une nouvelle congrégation. Mais après quelques années, en 1884, elle reçoit l'autorisation d'ouvrir un refuge pour fournir une aide spirituelle et matérielle aux travailleurs et à leurs familles. Elle ouvre également une école pour leurs enfants le 25 mars 1884. Elle fonde les servantes de Marie Immaculée, filles de Sainte Thérèse en 1884,. Sa congrégation reçoit l'approbation diocésaine le 1er juillet 1892. Le bienheureux Ciriaco María Sancha y Hervás (cardinal et archevêque de Valence) lui remet officiellement l'habit de religieuse le 10 décembre 1892. Le 19 mars 1895, elle prononce ses vœux temporaires en même temps que les jeunes volontaires qui l'ont rejointes. Mère Marie-Jeanne fait sa profession solennelle le 8 septembre 1911,. Jeanne-Marie Condesa Lluch décède le 16 janvier 1916.

## Béatification
Le procès de béatification débute en décembre 1953. Le procès informatif diocésain se conclut le 12 janvier 1956, après avoir accumulé tous les documents nécessaires. Il n'est cependant validé à Rome que plusieurs décennies plus tard : le 14 décembre 1984.
La Positio est déposée à la Congrégation pour les causes des saints en 1991 et le dossier est approuvé le 15 novembre 1996. Mère Jeanne-Marie est officiellement déclarée vénérable le 7 juillet 1997 par le pape Jean-Paul II.
Le miracle attribué à son intercession est examiné dans son diocèse et reçoit la validation de Rome le 12 novembre 1999. Sa béatification par le pape Jean-Paul II est prononcée à Rome le 23 mars 2003,.
Elle est fêtée le 16 janvier.

## Sources
- (en) Cet article est partiellement ou en totalité issu de l’article de Wikipédia en anglais intitulé « Juana María Condesa Lluch » (voir la liste des auteurs).